# كوربونو (أين)
كوربونو (بالفرنسية: Corbonod)‏ هي بلدية فرنسية تقع في إقليم الأين في فرنسا. رمز إنسي لها هو:1118. أما الرمز البريدي لها فهو: 1420.